# Dope.gng
 (août 2022).
dope.gng est un duo de rap Montréalais formé par Zilla et Yabock, respectivement Marven Jean et Victor Tremblay-Desrosiers. Le style de dope.gng est qualifié de trap narcotique, de trap emo ou encore d'un amalgame entre le trap et le punk. Selon Zilla, le style de dope.gng va dans toutes les directions possibles.

## Biographie
Tous deux originaires de l'Est de Montréal, la musique a toujours été présente dans la vie des membres de dope.gng. Marven Jean et Victor Tremblay-Desrosiers se sont rencontrés lorsqu'ils étudiaient le jazz au Collège Jean-Eudes, un établissement d'études secondaire situé à Montréal,. Marven Jean a joué du violon jusqu'à 12 ans puis de la trompette, il est aussi DJ. Victor Tremblay-Desrosiers, est quant à lui batteur, notamment dans le duo rock Valery Vaughn, avec Gab Bouchard ou encore avec sa mère Mara Tremblay. Victor Trembaly-Desrosiers joue de la batterie depuis l'âge de 3 ans.
dope.gng est la continuité du projet Dopamine qui a fait connaître le duo en 2018. Leur premier album Fiend est sorti en 2019. En 2020, Drogue maison est lancé. Les deux premiers albums du duo de meilleurs amis sont produits par le collectif Novengitum. En 2022, dope.gng lance son troisième opus, Top net.
Très présente tant dans les titres des chansons que dans leurs paroles, la consommation de drogue est une thématique centrale des trois premiers albums du duo, à la fois parce que la consommation fait partie de la vie quotidienne des membres, mais aussi avec en tête l'idée de déstigmatiser les personnes consommatrices.

## Reconnaissance
dope.gng est listé parmi les 5 découvertes de l'année par le magazine HHQC en 2019. Le duo est aussi sélectionné pour performer aux Francouvertes en 2020, et le duo remporte le prix du meilleur vidéoclip du festival Santa Teresa en 2021.
dope.gng a reçu des nominations au GAMIQ en 2021, 2022 et 2023.